# 1289 w polityce
Wydarzenia polityczne w 1289 roku.

## Wydarzenia
- 10 stycznia Kazimierz bytomski złożył hołd Wacławowi II[1].
- 26 lutego w bitwie pod Siewierzem Władysław I Łokietek pokonał Henryka IV Probusa[2][1].
- Władysław Łokietek na krótko opanował Kraków (bez Wawelu)[3].
- Sułtan Kalawun zdobył Trypolis[4][3].